# Еліезер Алшех
Еліезер Нісім Алшех (болг. Елиезер Нисим Алшех; нар. 12 листопада 1908, Видин — пом. 20 червня 1983, Буенос-Айрес) — болгарський та аргентинський художник єврейського походження.

## Біографія
Народився 12 листопада 1908 року в Видині. В 1933 році закінчив Мюнхенську державну академію художніх мистецтв у класі Карла Каспара та Адольфа Шінерера. Після закінчення навчання мешкав у Бельгії, Франції, Португалії та Іспанії. В Болгарію повернувся в 1934 році та влаштував першу персональну виставку. В 1935—1936 роках подорожував Туреччиною, Грецією, Італією, Алжиром та Тунісом. Подорожував Палестиною, картини намальовані там використав для персональної виставки в Белграді в 1937 році. Після цього відправився до Венеції. Знову повернувся в Болгарію в 1938 році. Був заарештований та поміщений в трудовий табір для євреїв аж до 1941 року. В 1946 році провів свою другу персональну виставку в Болгарії. Потім поїхав до Мілану та Венеції, а в 1951 році разом зі своєю дружиною Бронкою Гюровою-Алшех оселився в Буенос-Айресі. З 1958 року викладає в Національному коледжі художніх мистецтв «Мануель Белграно» в Буенос-Айресі. В 1975 році за запрошенням Спілки болгарських художників влаштував персональну виставку картин намальованих в Аргентині.
Помер 20 червня 1983 року в Буенос-Айресі.

## Творчість
Найвідоміші картини Еліезера Алшеха:
- Анверс (1934)
- Венеція (1938)
- Гроздобер (1945)
- Єрусалим(1937)
- Човни(1937)
- Жътва (1947)

Більшість з них знаходяться в Національній галереї в Софії.